# (5892) Milesdavis
(5892) Milesdavis est un astéroïde de la ceinture principale aréocroiseur.

## Description
(5892) Milesdavis est un astéroïde aréocroiseur. Il fut découvert en Chine le 23 décembre 1981 à l'observatoire de la Montagne Pourpre. Il présente une orbite caractérisée par un demi-grand axe de 2,384 UA, une excentricité de 0,302 et une inclinaison de 4,585° par rapport à l'écliptique.
Il fut nommé en hommage au trompettiste de jazz américain Miles Davis (1926-1991).

## Compléments